# Богуминьский замок
Богуминьский замок, также Халупковский дворец (пол. Zamek Bogumiński, Pałac w Chałupkach, нем. Schloss Preußisch Oderberg) — барочная постройка, расположенная в 300 метрах от пограничного моста между Польшей и Чехией на реке Одре, в селе Халупки Рацибужского повята Силезского воеводства в Польше. В наше время в здании функционирует гостиница и ресторан.

## История
Деревянные укрепления, которые охраняли переправу на Одре, существовали уже в XIII веке. Вероятно, их основал в 1247 году рыцарь Генрик из Барут, происходивший из Верхней Лужицы. Замок, который в то время называли Барутсверде, вместе с окрестными землями принадлежал опольско-ратиборским князьям, которые передали его как лен рыцарям. В конце XIII века замок, который находился на правом берегу реки Одры, и левобережный город Богумин, принадлежали Ратиборскому княжеству.
Первое письменное упоминание о замке содержится в документе с 1373 года, по которому ратиборский князь Ян I передает замок, город Богумин, а также половину села Забелкув в качестве лена рыцарю Паско. В то время это был типичный оборонительный замок, окружённый рвом, который охранял переправу на реке. Замок неоднократно менял владельцев — сначала им владели ратиборско-опавские князья, в 1422 году ратиборский князь Ян II Железный продал замок Барутсверде рыцарю Белику из Корницы. В 1523 году его купил маркграф Георг Гогенцоллерн, пан Бытома и владелец замка в Ратиборе. Несмотря на турецкую угрозу, он перестроил замок — вероятно, именно тогда были построены бастионные укрепления. Согласно урбарию начала XVII века, замок окружали многочисленные хозяйственные постройки.
В результате Тридцатилетней войны Гогенцоллерны утратили свои верхнесилезские имения, в том числе и Богумин с замком. В 1623 году Габсбурги передали Богумин в залог роду Генкеля фон Доннерсмарка, который стал новым владельцем замка. Род Доннерсмарков заложил парк, который сохранился и поныне (в нём растет 26 видов деревьев и кустарников). Около 1682 года Богумин унаследовал Элиаш Андреас Доннерсмарк, который перестроил старый приграничный замок в барочный дворец, сохранив реликвии предыдущего. Новый дворец имеет в плане прямоугольную форму, с башней с северо-западной стороны; покрыт мансардной крышей. В 1742 году, после Силезских войн и разделения Силезии, дворец оказался на прусской стороне, а город Богумин остался под властью Габсбургов.
С 1803 года дворцом владел род Лихновских, а в 1846 году его приобрёл Саломон фон Ротшильд, происходивший из известного еврейского рода банкиров. В 1907 году была произведена последняя перестройка дворца. Род Ротшильдов владел им до 1936 года, когда нацистская власть передала его вдове генерала, баронессе фон Кирхен унд Панкен. В 1945 году дворец перешёл в собственность польского государства.
На протяжении многих лет дворец был заброшенным и лишь во второй половине 70-х годов XX века здесь начались первые ремонтные работы (владельцем на то время было воеводское туристическое предприятие из Катовиц). В 1983 году здесь был открыт отель, который существует по сей день. В 1993 году дворец стал собственностью гмины Кшижановице, а в 1994 году его передали в аренду частному лицу.

## Галерея

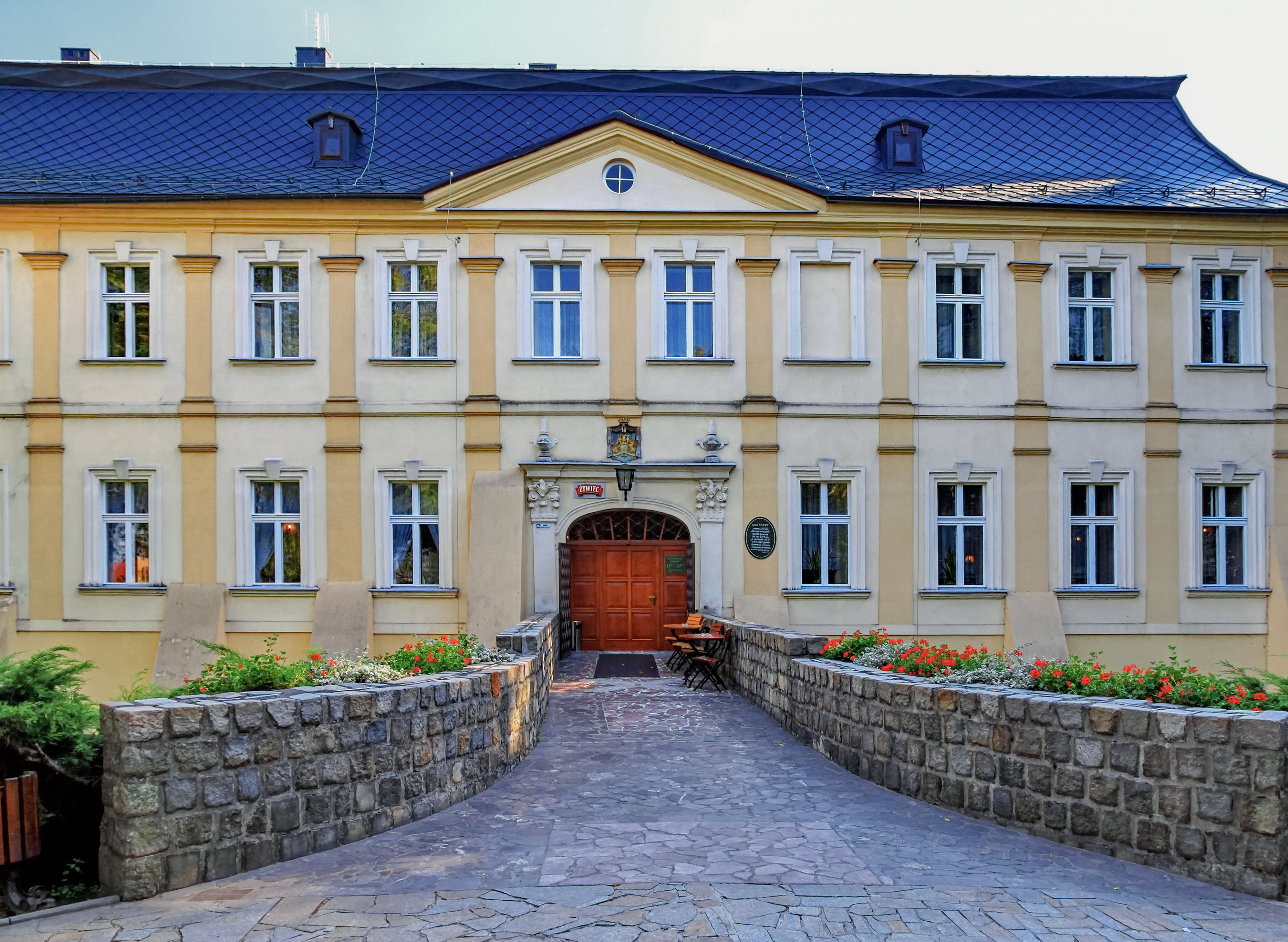
Парадный вход в замок
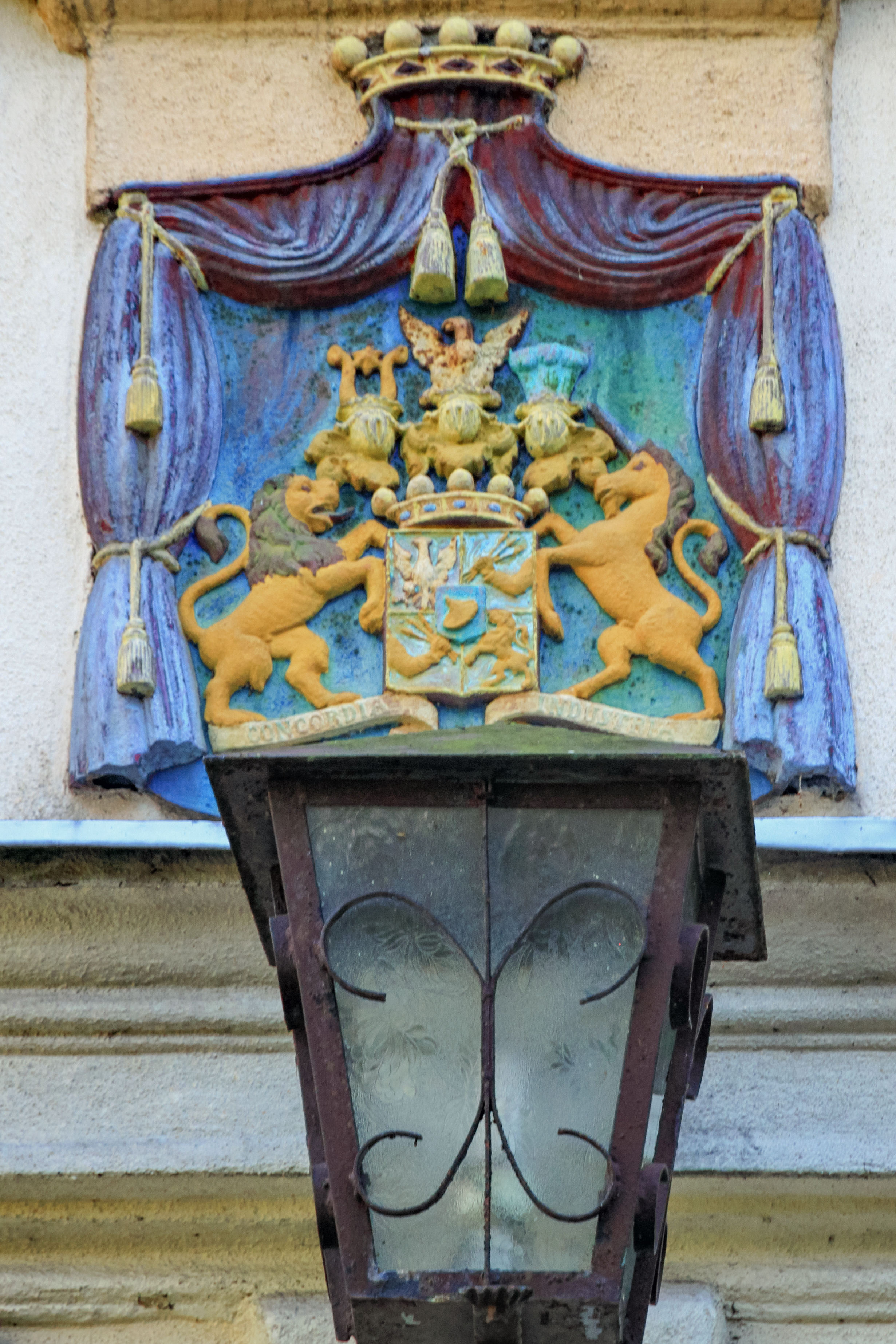
Герб Ротшильдов над входом в замок
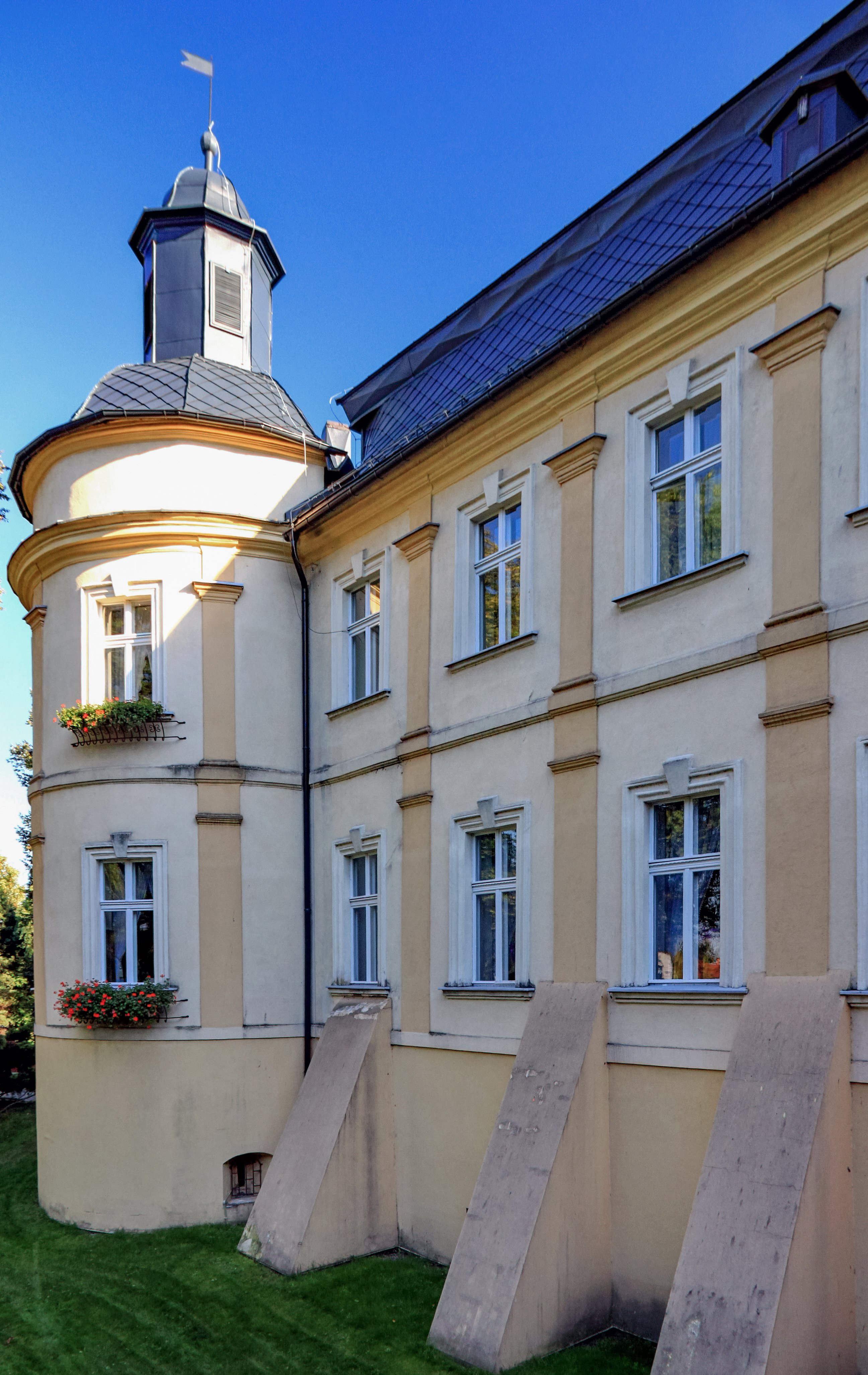
Башня замка